# Andrea Giani

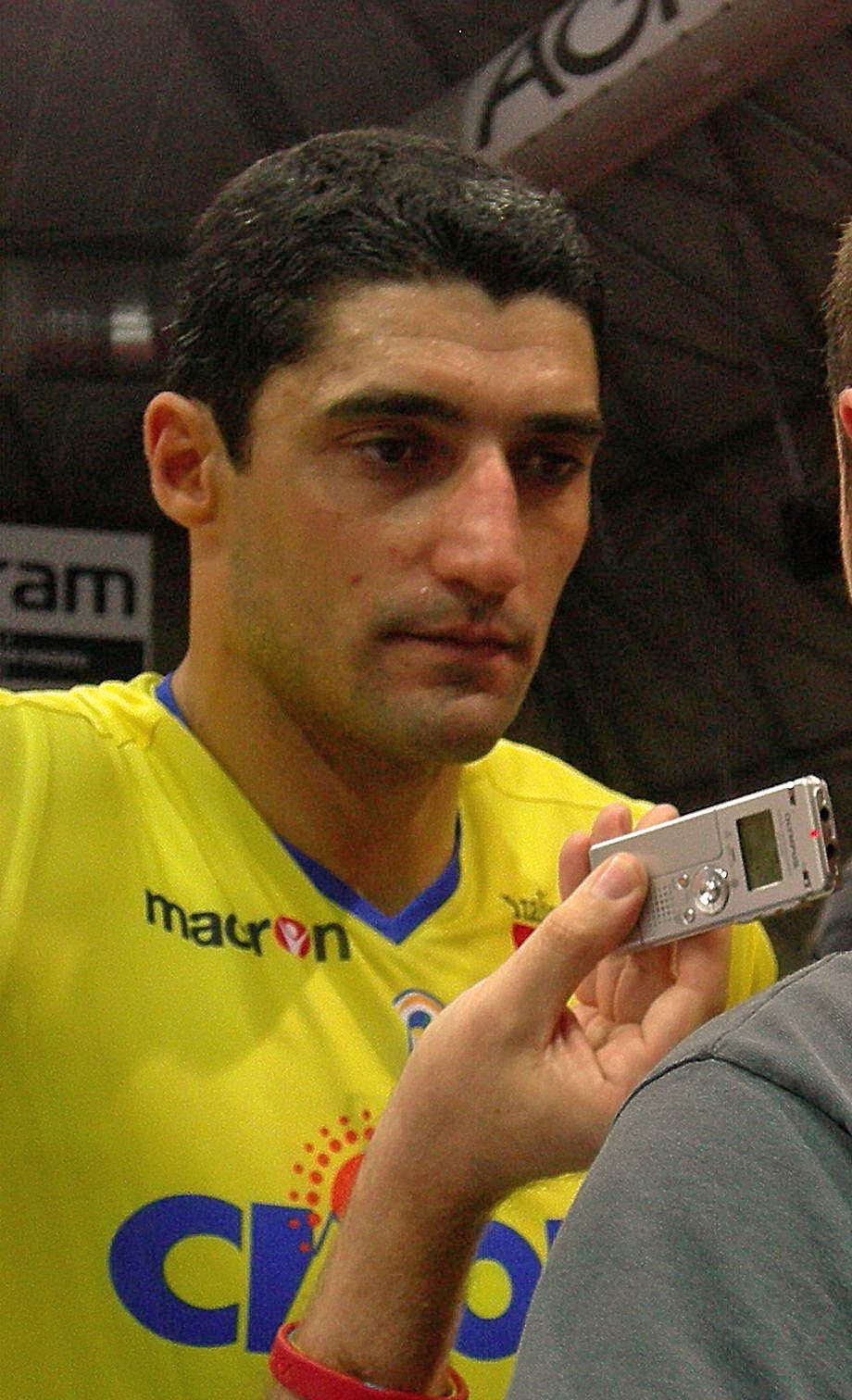
Andrea Giani zawodnikiem Modena Volley w sezonie 2006/2007

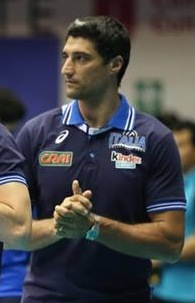
Andrea Giani w 2019 roku

Andrea Giani (ur. 22 kwietnia 1970 w Neapolu) – włoski siatkarz, trzykrotny medalista olimpijski, wielokrotny medalista mistrzostw świata i mistrzostw Europy oraz trener siatkarski. Grał na pozycji przyjmującego, pod koniec kariery występował na pozycji środkowego. 474 razy wystąpił w reprezentacji Włoch w latach 1988–2005 co jest rekordem we włoskiej siatkówce mężczyzn. W 2008 roku został przyjęty do amerykańskiej galerii sław siatkarskich – Volleyball Hall of Fame.
Dwukrotnie odznaczony Orderem Zasługi Republiki Włoskiej.
W marcu 2022 został selekcjonerem reprezentacji Francji, a od czerwca 2024 jest trenerem Zaksy Kędzierzyn-Koźle.
Po przyjeździe do Polski w 2024 roku wraz z rodziną zamieszkał w Gliwicach. Jego dzieci są bliźniaki. Jego żona jest absolwentką studiów lingwistycznych.

## Sukcesy zawodnicze

### klubowe
| Klub            | Osiągnięcie                      | Trofeum        | Sezon/Rok                                                       |
| Pallavolo Parma | Puchar Europy Zdobywców Pucharów | złoto          | 1987/1988, 1988/1989, 1989/1990                                 |
| Pallavolo Parma | Superpuchar Europy               | złoto · srebro | 1989, 1990 1988                                                 |
| Pallavolo Parma | Klubowe Mistrzostwa Świata       | złoto · brąz   | 1989 1990                                                       |
| Pallavolo Parma | Puchar Włoch                     | złoto          | 1989/1990, 1991/1992                                            |
| Pallavolo Parma | Mistrzostwo Włoch                | złoto · srebro | 1989/1990, 1991/1992, 1992/1993 1990/1991, 1997/1988, 1988/1989 |
| Pallavolo Parma | Puchar Europy Mistrzów Klubowych | srebro         | 1990/1991, 1992/1993, 1993/1994                                 |
| Pallavolo Parma | Puchar CEV                       | złoto          | 1991/1992, 1994/1995                                            |
| Modena Volley   | Puchar Włoch                     | złoto          | 1996/1997, 1997/1998                                            |
| Modena Volley   | Puchar Europy Mistrzów Klubowych | złoto · srebro | 1996/1997, 1997/1998 2002/2003                                  |
| Modena Volley   | Mistrzostwo Włoch                | złoto · srebro | 1996/1997, 2001/2002 1998/1999, 1999/2000, 2002/2003            |
| Modena Volley   | Superpuchar Europy               | srebro         | 1997                                                            |
| Modena Volley   | Superpuchar Włoch                | złoto          | 1997                                                            |
| Modena Volley   | Puchar CEV                       | złoto · srebro | 2003/2004 1999/2000, 2000/2001                                  |
| Modena Volley   | Puchar Top Teams                 | srebro         | 2006/2007                                                       |

### reprezentacyjne
Mistrzostwa Świata:
- 1990, 1994, 1998

Liga Światowa:
- 1991, 1992, 1994, 1995, 1997, 1999, 2000
- 2004
- 2003

Mistrzostwa Europy:
- 1993, 1995, 1999, 2003
- 1991
- 1997

Puchar Wielkich Mistrzów:
- 1993

Puchar Świata:
- 1995
- 2003

Igrzyska Olimpijskie:
- 1996, 2004
- 2000

### Nagrody indywidualne
- 1994: MVP turnieju finałowego Ligi Światowej
- 1995: MVP Pucharu Świata
- 1997: Najlepszy blokujący Mistrzostw Europy
- 1998: Najlepszy blokujący turnieju finałowego Ligi Światowej
- 1999: MVP i najlepszy punktujący Mistrzostw Europy

## Sukcesy trenerskie

### klubowe
Modena Volley
Puchar Challenge:
- 2008

Puchar CEV:
- 2023[9]

Calzedonia Werona
Puchar Challenge:
- 2016

### reprezentacyjne
Słowenia
Liga Europejska:
- 2015

Mistrzostwa Europy:
- 2015

Niemcy
Mistrzostwa Europy:
- 2017

Francja
Liga Narodów:
- 2022[10], 2024[11]

Igrzyska Olimpijskie:
- 2024[12]

## Odznaczenia
- Odznaczony Orderem Zasługi Republiki Włoskiej – Kawaler (Rzym, 25 lipca 2000)[13]
- Odznaczony Orderem Zasługi Republiki Włoskiej – Oficer (Rzym, 27 września 2004)[14]